# 徐亮 (1903年)
徐亮（1903年—1975年），字为彬，别号剑如，浙江青田人（另说江苏无锡人）。黄埔六期。军统局元老。军统少将。

## 生平
1926年6月任国民革命军总司令部特别党部第九分部干事。1926年9月考入黄埔前就结识了戴笠并有逆境相助之恩。与戴笠都是黄埔军校六期生。毕业后入中央训练团警宪训练班。是军统局前身“十人团”成员。1932年4月1日力行社特务处成立后，任情报股组长（负责京沪路方向）、股长、浙江站站长、浙江省警官学校政治训练特派员、军统局息烽训练班副主任、内政部直属警察总队总队长等职。1939年任“人民动员委员会”委员兼主任秘书。

### 中国新社会事业建设协会
1946年7月，徐亮向国防部保密局局长郑介民和副局长毛人凤建议，把1939年在重庆由戴笠指使杜月笙出面由全国青洪帮组成的“人民动员委员会”扩充为“中国新社会事业建设协会”（简称“新建协会”），以便更好地掌控各地帮会。得到蒋介石批准成立。1946年10月19日新建协会成立，隶属于保密局社会组（设文书、调查、督察、宣传、组织、总务6科），总会设在上海梵皇渡路（今万航渡路）40号，各省市设立25个分会、471个区会，会员56万余人。分会下设区会。实行书记长负责制：
- 书记长：徐亮（军统）
- 副书记长：程克祥（军统）
- 秘书：管容德（军统）
- 常务理事：杜月笙、向海潜、杨虎。
- 理事：杨庆山、范绍增、田德胜、张钫、张子廉、徐亮
- 监事：潘子欣、张树声、王慕沂、李福林
- 组织处：处长桂运昌（军统），处员廖哲明（军统）、余范镕（军统）
- 调查处：处员袁朴（军统）、刘步青（军统）
- 生产委员会：主任委员彭寿（军统）
- 总务处
- 交际处
- 宣传处
- 会计室

由于掌控基层社会的帮会对当时国大代表选举、立法院议员选举有巨大影响，CC派、政学系等坚决要求取缔新建协会。1947年9月，行政院发布训令：“新建协会在各地有非法活动，影响社会秩序，应由该部（社会部）撤销其登记，并取消其各省分支会。”“（新建协会）非特阻挠政令，抑且影响治安，仰即查遵前令办理，该项帮会分子，如有犯罪分子，并应依法惩办，以弭乱源”。蒋介石手谕：“新社会建设协会应从速取消并呈报。”
1947年11月，新建协会以及各地分会解散。
1949年后徐亮被定居上海。写有回忆录《十年前》存上海市档案馆。